# Paulette Destouches-Février
Paulette Destouches-Février, née le 19 novembre 1914 à Paris et morte le 1er novembre 2013 à Quimper, est une physicienne, philosophe des sciences et logicienne française. 
Elle est l'une des rares femmes françaises à avoir passé un doctorat de sciences de l'université de Paris en 1945, puis un doctorat de 3e cycle de mathématiques statistiques en 1967. 

## Biographie
Paulette Février obtient le baccalauréat de philosophie et mathématiques élémentaires à Paris en 1933. Elle entreprend ensuite des études de philosophie à l'Institut catholique de Paris en même temps qu’à la Sorbonne, et obtient une licence d'enseignement de la philosophie en 1936 et un certificat de littérature française en 1937.
En 1936, elle rencontre le physicien Jean-Louis Destouches qui la pousse à faire des études de physique pour compléter sa formation. Elle continue ses études à Dijon d’abord avec l’obtention du DES de logique puis reprend des études de physique à Paris et obtient en 1939 un DES de physique. Elle est reçue à l’agrégation de philosophie en 1940. 
La même année, Gaston Bachelard cite ses travaux au sujet du principe de Heisenberg et de l'équation de Schrödinger dans son ouvrage La philosophie du non, essai d'une philosophie du nouvel esprit scientifique, publié en 1940 aux presses universitaires de France, expliquant que « les travaux de Melle Février prouvent que cette logique est une logique à trois valeurs ». 
Elle enseigne ensuite dans plusieurs lycées en province et à Paris, tout en continuant des travaux de recherche avec Jean-Louis Destouches qu’elle épouse en 1941. Elle présente une première thèse de doctorat en 1945. Elle publie plusieurs ouvrages de philosophie des sciences dont Déterminisme et Indéterminisme, ouvrage pour lequel elle obtient le prix Saintour décerné par l'Académie des sciences morales et politiques,. Voilà ce que la journaliste Jacqueline Piatier écrivait à son sujet le 20 juillet 1950 dans Le Monde à cette occasion : 

« Dès son diplôme d'études supérieures sur une logique à trois valeurs, fruit de ses réflexions sur les travaux de M. Louis de Broglie, une jeune étudiante, Mlle Février, entra au cœur du débat. Elle eut la faveur, rare pour des exercices scolaires de ce genre, de se voir citée par Gaston Bachelard dans sa Philosophie du non. Elle venait de découvrir le centre de sa pensée. Elle devait y trouver aussi le centre de sa vie. Car la physique quantique l'ayant conduite à l'institut Poincaré, elle rencontra Jean-Louis Destouches, alors docteur ès sciences, aujourd'hui professeur de physique théorique à la Sorbonne qui compléta ses connaissances mathématiques... et devint son mari. Depuis, instruite par l'amour, Mme Destouches, agrégée de philosophie, fait des communications à l'Académie des sciences morales et politiques, écrit dans le Journal de physique, est docteur en mathématiques. »

Elle divorce de Jean-Louis Destouches en 1950, mais reste sa compagne intellectuelle jusqu'à son décès en 1980, ensemble ils ont poursuivi des travaux communs. Elle participe aux travaux de plusieurs associations scientifiques, et à de nombreux congrès internationaux de philosophie des sciences et publie des articles scientifiques.
Elle quitte l’enseignement en 1961 pour un poste d’ingénieur CNRS à l’Institut Blaise Pascal, présente une deuxième thèse de doctorat de 3e cycle de mathématiques statistiques en 1967, consacrée à la structure des raisonnements expérimentaux et prévisionnels en physique, puis termine sa carrière comme conseillère culturelle près l'Ambassade de France en Suède et directrice de l'Institut français de Stockholm.

## Distinctions
- Chevalier de l’ordre des Palmes académiques

## Activités institutionnelles
- Membre de la Société philomathique de Paris (1961)
- Membre du Conseil de l'Association for Symbolic Logic (1963-1966)
- Membre du Conseil national d'histoire et philosophie des sciences
- Membre du Comité de l'International Federation for Information Processing
- Membre du Comité de rédaction de la Revue française du traitement de l'information
- Directrice de deux collections scientifiques aux Editions Gauthier-Villars
- Membre de l'Académie internationale de philosophie des sciences[2]

## Publications et travaux scientifiques
- Les Relations d'incertitude de Heisenberg et la logique (C.R. 204, 481, 1937)
- Sur l'indiscernabilité des corpuscules (DES de physique, Paris, 1937) – (J. Phys. Radium, s.VII, t.X, p. 307-323)
- « Sur les rapports entre la logique et la physique théorique ; Logique adaptée aux théories quantiques », Comptes rendus hebdomadaires des séances de l'Académie des sciences, vol. 219,‎ 1945, p. 481-483[6]
- Relations d'incertitude liées à la complémentarité corpuscules-systèmes de Louis de Broglie (C.R. 226, 468, 1948)
- Sur la recherche de l'équation fonctionnelle de l'évolution d'un système en théorie générale des prévisions (C.R. 230, 1742, 1950)
- La Structure des théories physiques, PUF, coll. « Philosophie de la matière », 1951, 423 p.[7]
- « Sur le caractère ouvert de la mécanique ondulatoire », J. Phys. Radium,‎ 1952, p. 210-215 (lire en ligne, consulté le 30 août 2020).
- Déterminisme et indéterminisme, PUF, coll. « Philosophie de la matière », 1955, 250 p. Prix Saintour de l'Académie des Sciences morales et politiques)
- L'Interprétation physique de la mécanique ondulatoire et des théories quantiques, Gauthier-Villars, coll. « Les grands problèmes des sciences », 1956 216 p.,
- Logical structure of physical theories (Communication - Symposium on the Axiomatic method, Berkeley, Californie, 26 décembre 1958, North-Holland, Amsterdam, 1959, p. 376-389
- On the representation of the results of measurements by fuzzy sets (Communication au 3rd European Meeting on Cybernetics and Systems Research (EMCSR), Vienne, avril 1976, Proceedings, p. 321-324
- (éd. scientifique) Jean-Louis Destouches physicien et philosophe (1909-1980), avec Hervé Barreau & Georges Lochak, CNRS Éditions, Hermann, Grete, 1996.
- Refutation of determinism according to Laplace, by modern physics (Symposium, Académie internationale de philosophie des sciences, New-York, juillet 1977, "Abba Salama", Athènes 1978, vol. IX, p. 129-137